# Allbirds
Allbirds, Inc.是一家美国鞋子和服飾公司。Allbirds 推出的第一双鞋是Wool Runner，它由新西兰超细美利奴羊羊毛制成。该公司声称專門生產环境友好型产品，而且公司還獲得了B Corp認證。Allbirds直接通過該公司的网站和零售店將產品賣給消費者。 

## 历史
Allbirds的联合创始人提姆·布朗曾經是一位新西蘭國家足球隊副队长，在他當副隊長時他就打算創辦一家公司。他曾在商学院讀過書，而且還为朋友們做過皮鞋。2014年，他在得到新西兰羊毛行业企業的资助下，成功设计出一款運動鞋。然后他在Kickstarter上发起眾籌，五天内就筹集了119,000 美元。運動鞋在Kickstarter上成功发布后，提姆·布朗又与生物技术工程师和可再生資源专家喬伊·茨維林格（Joey Zwillinger）展開合作。2016年3月，他們正式創辦Allbirds。 Allbirds这个名字的含義是「百鸟之国」 ，因為新西兰本土几乎没有除了人以外的哺乳动物。
Allbirds很快从Maveron、Lerer Hippeau Ventures和其他公司那里筹集了725万美元。2017年12月，Allbirds起诉Steve Madden ，Allbirds指控该公司推出的Traveler鞋涉嫌抄襲Allbirds的Wool Runners，而且兩款鞋看上去幾乎一模一樣。 
2017年底，该公司在澳大利亚開設分公司。 截至 2021年1月，Allbirds在新西兰、美国、中国等国家開設了零售店。
2021年11月3日，Allbirds在纳斯达克上市，股票代码为 BIRD。